# Jegun
Jegun (gaskognisch Jigun) ist eine französische Gemeinde mit 1.182 Einwohnern (Stand 1. Januar 2022) im Département Gers in der Region Okzitanien. Sie gehört zum Arrondissement Auch und zum Kanton Gascogne-Auscitaine. Jegun ist zudem Mitglied des 2001 gegründeten Gemeindeverbands Grand Auch Cœur de Gascogne. Die Einwohner werden Jegunois(es) genannt.

## Lage
Jegun liegt auf einer Anhöhe westlich des kleinen Flusses Loustère. Zur Gemeinde gehören das Dorf, mehrere Weiler und zahlreiche Kleinsiedlungen und Einzelgehöfte. Der Ort liegt rund 16 Kilometer nordwestlich der Kleinstadt Auch im Zentrum des Départements Gers. Die Stadt Tarbes ist rund 66 Kilometer in südwestlicher Richtung entfernt.

## Geschichte
Die Bastide entstand vermutlich bereits im 11. Jahrhundert. Die Burg entstand um 1180. Im Jahr 1577 belagerte Heinrich von Navarra den Ort. Die Gemeinde gehörte von 1793 bis 1801 zum Distrikt Auch. Seit 1801 ist sie Teil des Arrondissements Auch. Von 1793 bis 2015 gehörte die Gemeinde zum Wahlkreis (Kanton) Jegun.

## Bevölkerungsentwicklung
| Jahr                       | 1962 | 1968 | 1975 | 1982 | 1990 | 1999 | 2006 | 2020 |
| Einwohner                  | 1086 | 1084 | 971  | 949  | 976  | 968  | 1086 | 1164 |
| Quellen: Cassini und INSEE |      |      |      |      |      |      |      |      |

## Sehenswürdigkeiten
- Schloss Lescout
- Taubenschlag Pigeonnier-porche de Puntis, seit 1973 Monument historique[1]
- Kirche Sainte-Candide, erbaut im 11./12. Jahrhundert – Umbauten im 15. und 19. Jahrhundert
- Kirche Saint-Jean-Baptiste in Lézian
- Kirche Saint-Michel in Tremblade, seit 1979 ein Monument historique[2]
- ehemalige Kapelle Lapeyrette (Privatbesitz)
- ehemaliges Kloster Les Récollets und Notre Dame des Roses
- Überreste der vier Stadttore
- alte Häuser im Dorfzentrum
- Rathaushalle
- zahlreiche Kreuze und Wegkreuze
- mehrere Lavoirs (ehemalige Waschhäuser; z. B. in Vassevin)
- Denkmal für die Gefallenen[3]

Quelle:

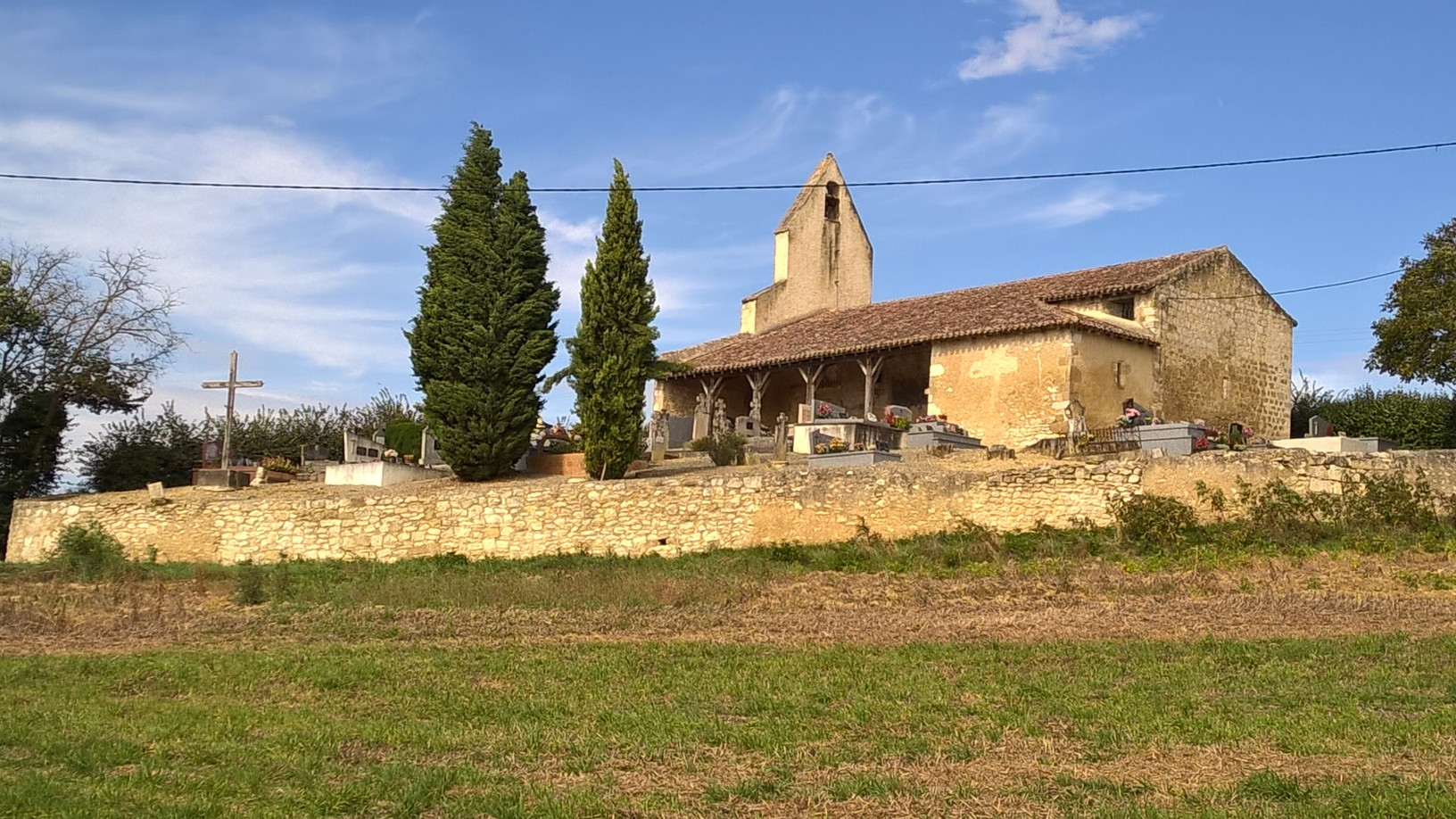
Kirche Saint-Michel in Tremblade
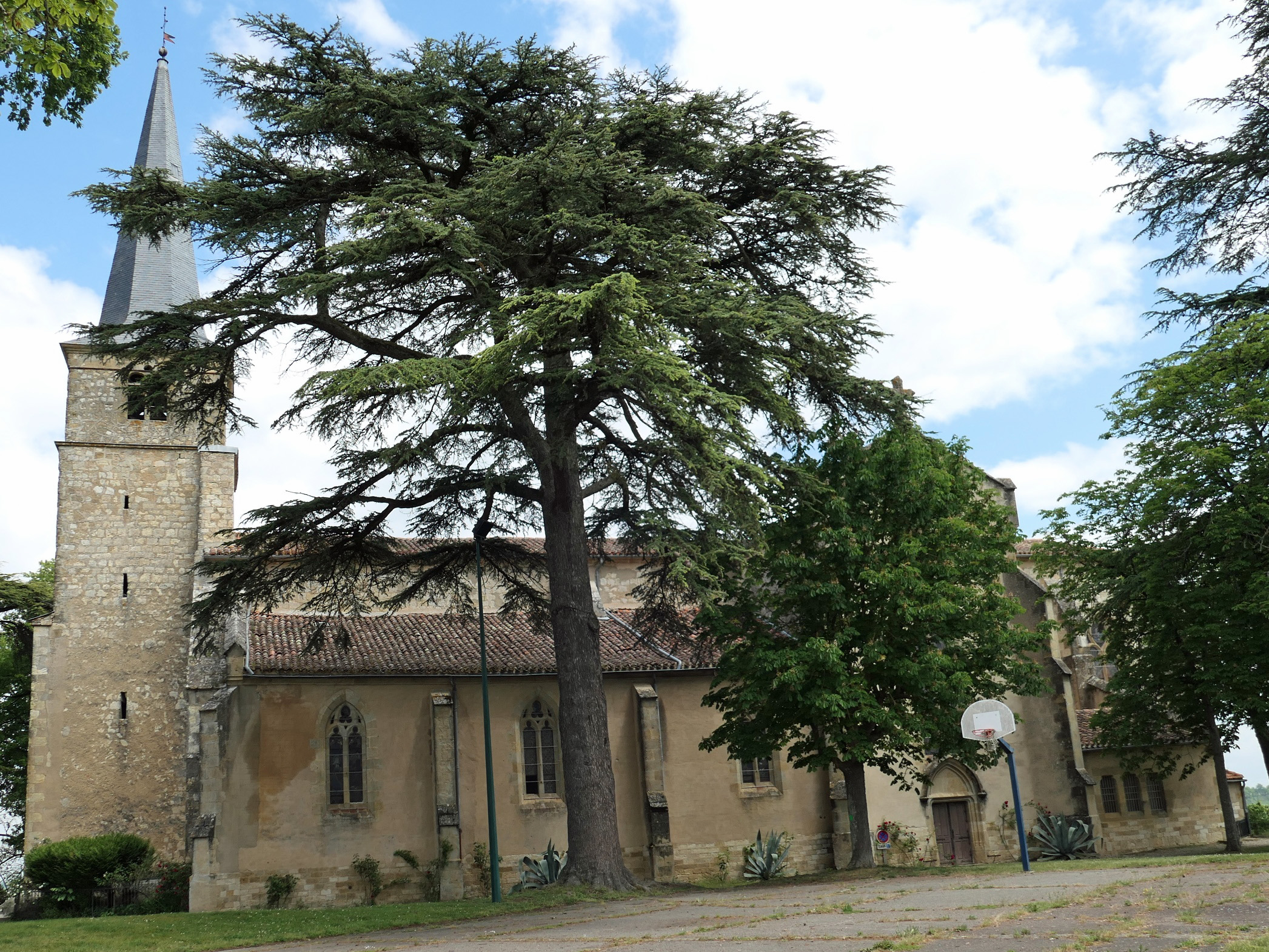
Kirche Sainte-Candide
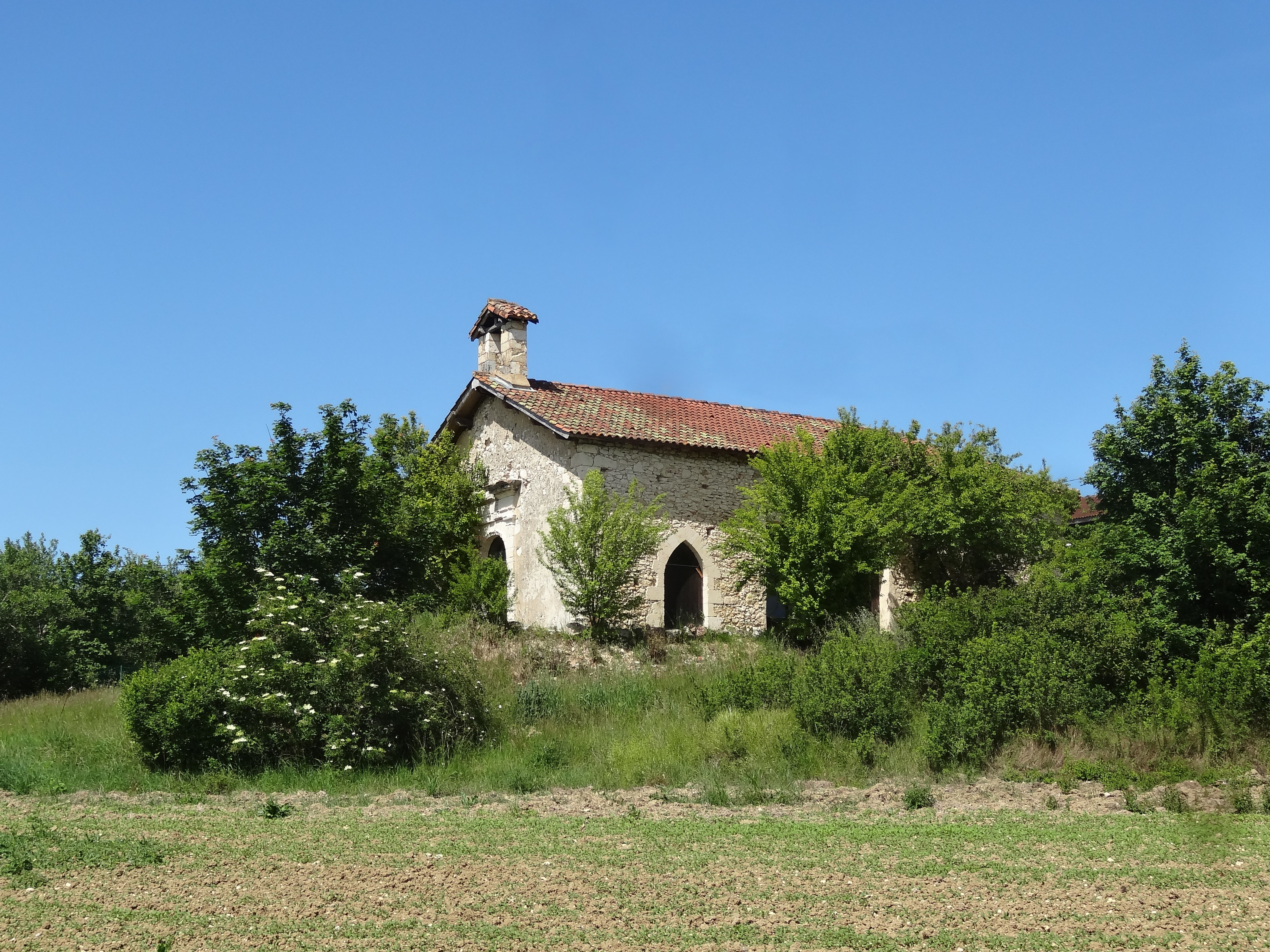
Ehemalige Kapelle Lapeyrette
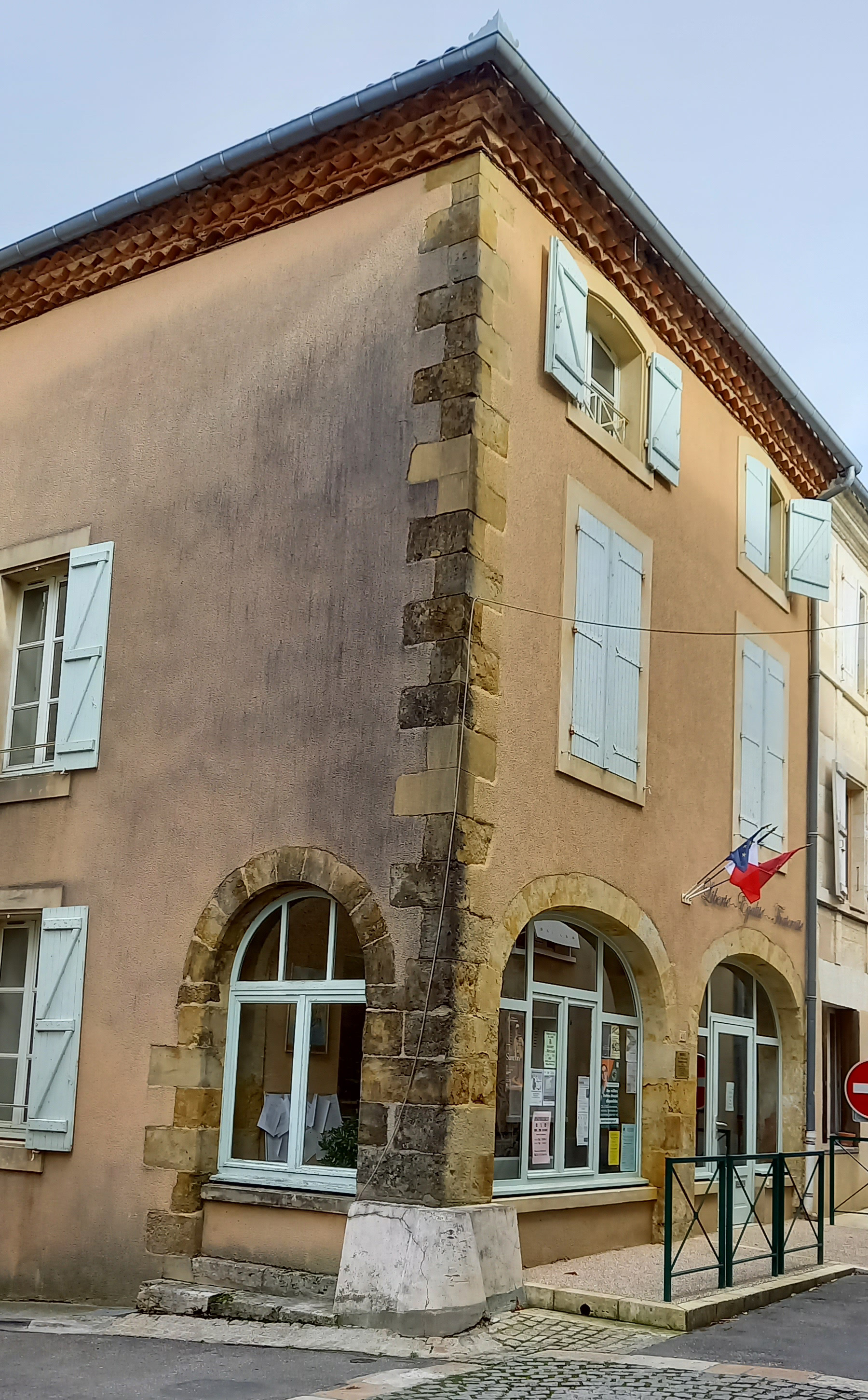
Rathaus